# Скопин, Павел Алексеевич
Па́вел Алексе́евич Ско́пин (22 февраля 1902, Савичи, Вятская губерния — 9 сентября 1967, Фергана) — советский военнослужащий, участник боёв на Халхин-Голе, Герой Советского Союза, комиссар 2-го танкового батальона 6-й Краснознамённой танковой бригады 1-й армейской группы, батальонный комиссар. Первый из уроженцев Вятского края, удостоенный звания «Герой Советского Союза».

## Биография
Родился 22 февраля 1902 года в деревне Савичи Вятской губернии (ныне — в Оричевском районе Кировской области) в семье рабочего. Русский. Член ВКП(б) / КПСС с 1927 года. После смерти родителей воспитывался в Бобинском детском приюте. Окончил церковно-приходскую школу села Бобино. С 1914 года работал посыльным судебного следователя в городе Вятка, с апреля 1915 года — учеником слесаря в частной мастерской, с апреля 1917 года — пастухом в селе Скопино, а затем ремонтным рабочим и слесарем на железнодорожной станции Вятка.
В Красной Армии с августа 1922 года. В 1925 году Павел Скопин окончил Рязанскую пехотную школу, служил командиром взвода 53-го стрелкового полка 18-й стрелковой дивизии Московского военного округа, а с апреля 1928 года — командиром взвода Московской пролетарской дивизии. В дальнейшем был политруком роты, ответственным секретарём партийного бюро разведывательного батальона 6-го учебного полка. С июня 1933 года — комиссар отдельной роты регулирования и отдельной химической роты, с декабря 1935 года — комиссар стрелково-пулемётного батальона 6-й механизированной бригады. В 1938 году окончил курсы политработников Забайкальского военного округа и был назначен комиссаром танкового батальона 6-й танковой бригады.
Участник боёв с японскими милитаристами на реке Халхин-Гол с 18 июля по 29 августа 1939 года.
Комиссар 2-го танкового батальона 6-й танковой бригады батальонный комиссар Павел Скопин образцово выполнял задания командования, проявил себя хорошим организатором воинов-танкистов, пламенным словом и личным примером обеспечил выполнение боевой задачи. Тяжело ранен в бою 29 августа 1939 года, но продолжал руководить боем до тех пор, пока воевавший по соседству и окружённый противником стрелковый полк не вышел полностью из окружения.
Указом Президиума Верховного Совета СССР от 17 ноября 1939 года за мужество и героизм, проявленные при выполнении воинского и интернационального долга, батальонному комиссару Скопину Павлу Алексеевичу присвоено звание Героя Советского Союза с вручением ордена Ленина и медали «Золотая Звезда».
После излечения в госпитале в 1942 году окончил Военно-политическую академию имени В. И. Ленина и был назначен заместителем начальника политотдела Академии бронетанковых и механизированных войск. Затем был начальником политотдела курсов «Выстрел», начальником военно-политического училища. С 1950 года полковник П. А. Скопин — в отставке по болезни. Жил в областном центре Ферганской области Узбекистана городе Фергане. Работал в Ферганском горбыткомбинате. Скончался 9 сентября 1967 года.
Награждён двумя орденами Ленина, орденом Красного Знамени, медалями.
Именем Героя названы судно Министерства рыбного хозяйства и улица в Фергане.

## Память

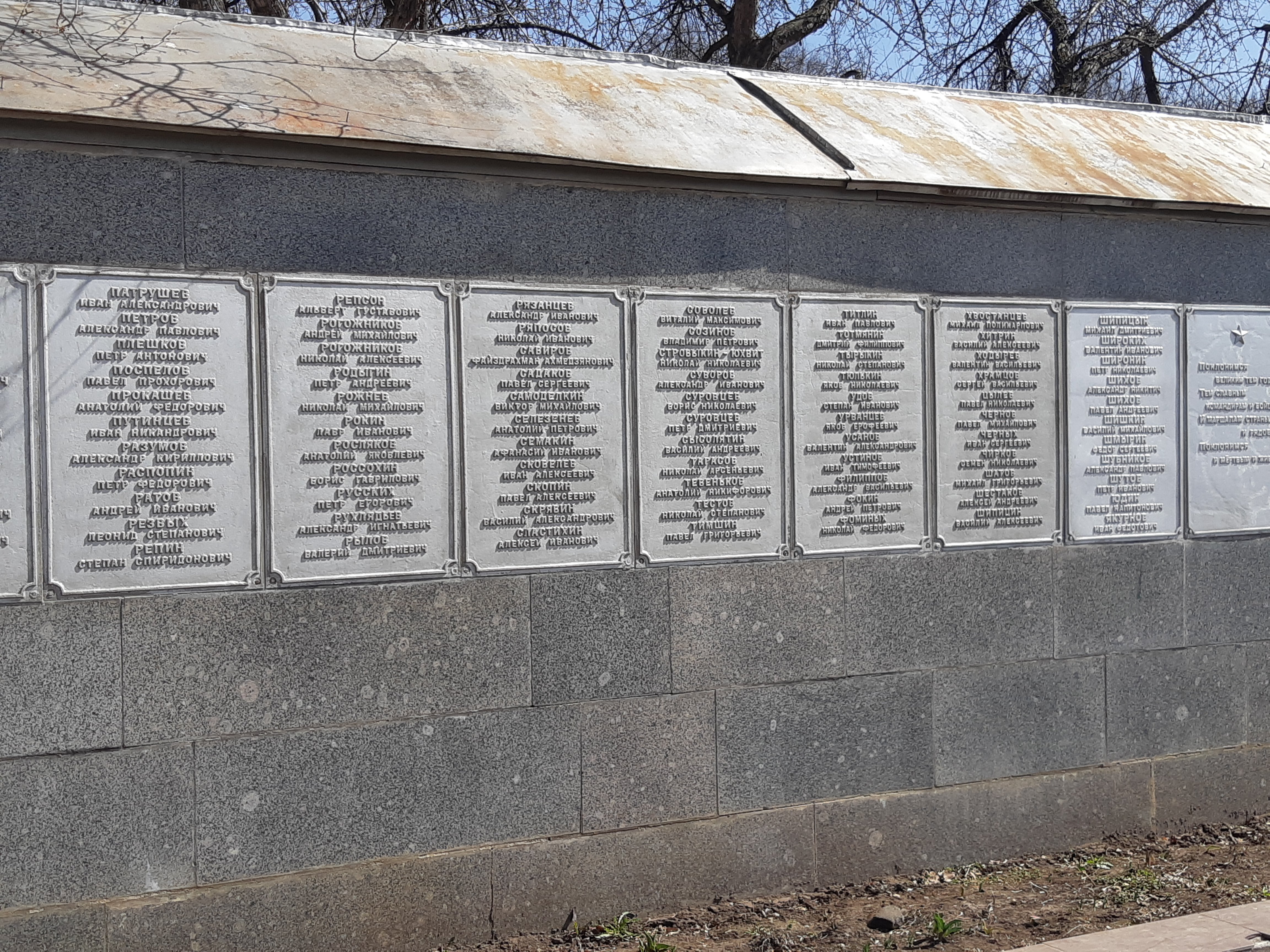
Имя Героя на мемориальной доске в парке г. Кирова

- Имя Героя Советского Союза увековечено на мемориальной доске в честь кировчан — Героев Советского Союза в парке дворца пионеров города Кирова
- Имя Героя высечено золотыми буквами в зале Славы Центрального музея Великой Отечественной войныв Парке Победы г. Москва.